# Mandràgora

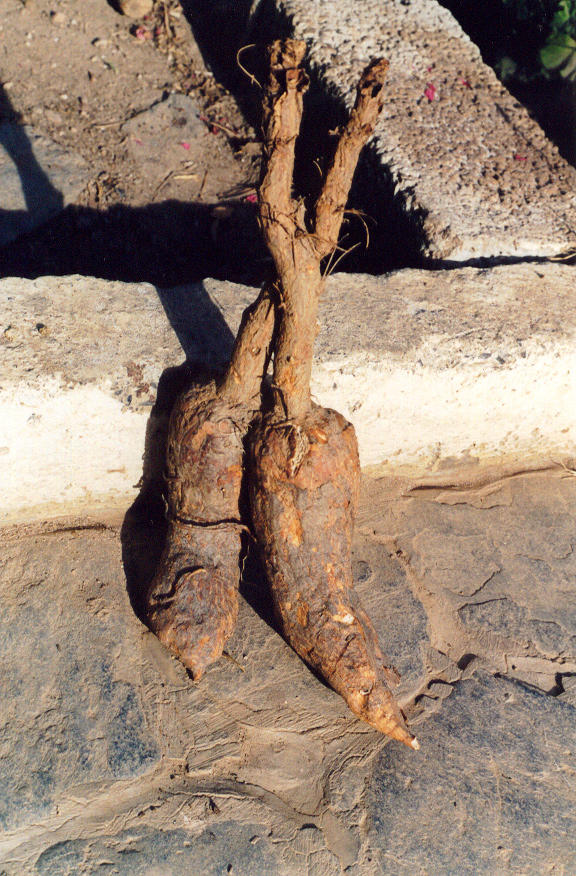
Arrels de mandràgora

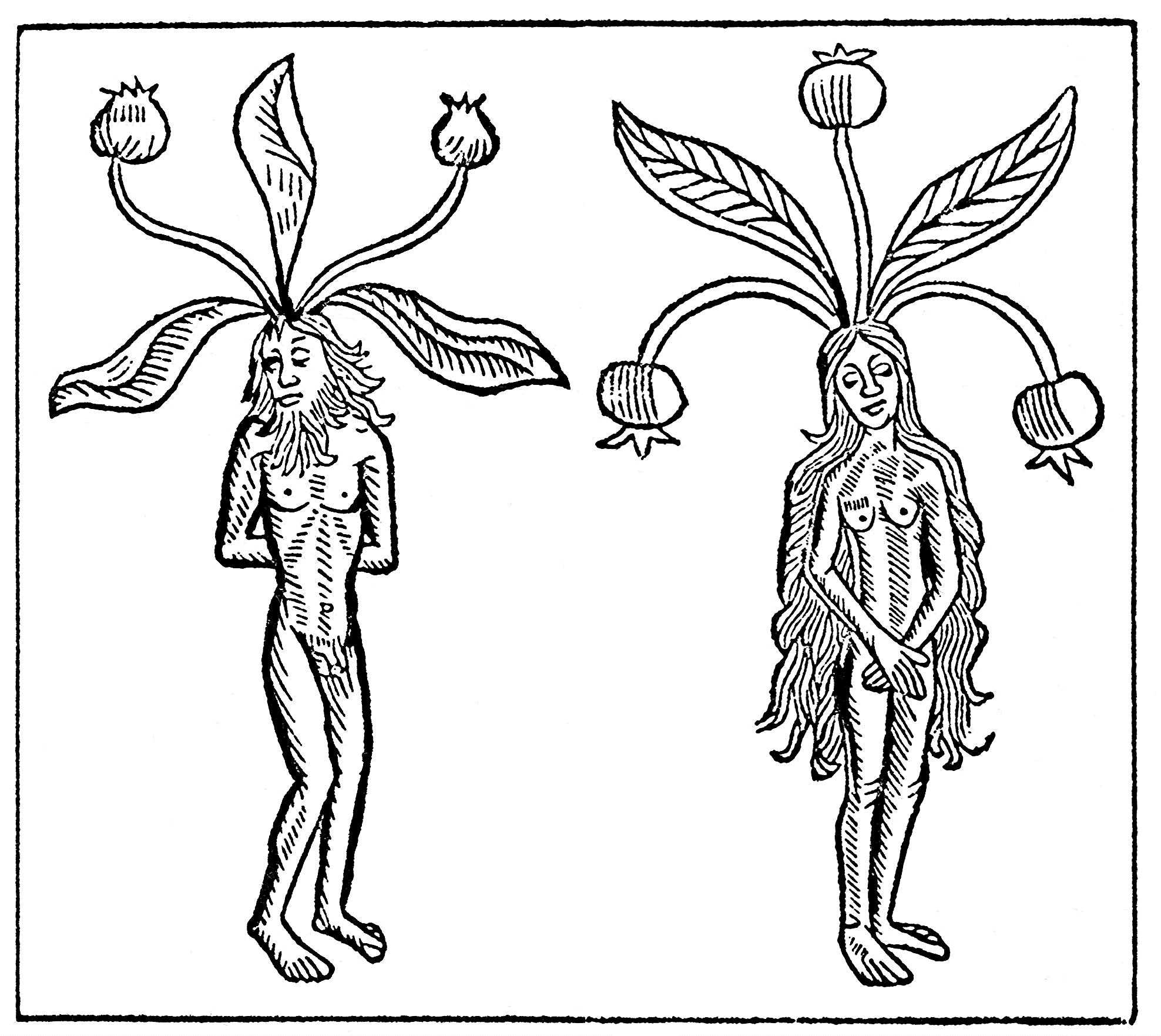
Mandràgora masculina i femenina segons el tractat de fitoteràpia del Hortus sanitatis de Johannes de Cuba.

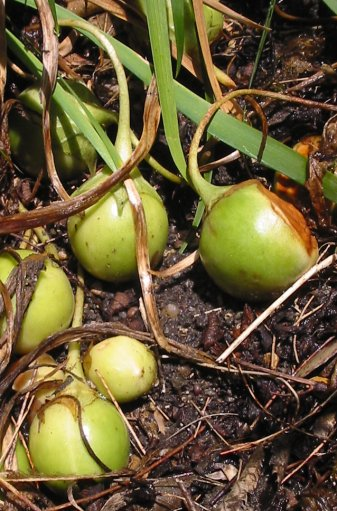
Fruits de Mandragora officinarum

Mandràgora (Mandragora) és un gènere de plantes amb flor dins la família de les solanàcies.

## Particularitats
És una planta que creix arran de terra, les fulles es troben agrupades en una roseta basal. Les flors són violàcies o verdoses i el fruit és una baia groga o ataronjada. L'arrel té una forma especial que antigament hom considerava homínida.
Les mandràgores són originàries del sud d'Europa i de l'Àsia occidental. El nom de la mandràgora prové del grec, en què significa dolenta per al ramat. En àrab s'anomena luffâh, que vol dir poma de Satan, en al·lusió a la forma del fruit i a la seva mala olor.
Alguns botànics situen les plantes del gènere Mandragora dins del gènere Atropa (el de la belladona).

## Tradicions
La mandràgora té una gran tradició en el folklore europeu i del Pròxim Orient. S'utilitzava tant a la medicina tradicional com a la bruixeria.
Antigament hom atribuïa a les mandràgores fortes propietats afrodisíaques, afirmant que provocava el desig immediatament. Així la mandràgora és una de les espècies vegetals esmentades a la Bíblia, al llibre del Gènesi 30:14-16, amb el nom de dudaïm (sg.: dudai, masc.):
Rubèn sortí al temps de la sega dels blats, trobà mandràgores al camp i les portà a Lia, la seva mare. Aleshores Raquel digué a Lia: “Dona'm, si et plau les mandràgores del teu fill!” I li respongué: “Et sembla poc d'haver-me pres el marit que encara em vols prendre les mandràgores del meu fill?” Raquel li digué: “D'acord: que aquesta nit dormi amb tu a canvi de les mandràgores del teu fill.” Al capvespre, quan Jacob tornava del camp, Lia li va sortir a l'encontre i li va dir: “Has de venir amb mi perquè t'he aconseguit a canvi d'unes mandràgores del meu fill.” I Jacob va dormir amb ella aquella nit.”
També són esmentades al Càntic dels Càntics 7:14:
“¹⁴ Les mandràgores exhalen perfum, 
i a les nostres portes tenim tots els fruits saborosos:
de novells i de vells encara; 
els he reservats per a tu, estimat meu!”.
Hom creia que les mandràgores creixien espontàniament als llocs on les gotes de semen d'un penjat havien caigut a la terra. Perquè la mandràgora no perdés el seu poder, el treball de desarrelar-la de terra l'havia de fer un gos famèlic, al qual després hom havia de donar carn.
Alguns textos que emfatitzen el poder guaridor de la mandràgora: .. .un home malalt d'un mal incurable per al qual es va cap remei, ni herba ni mandràgora.
No obstant això, la mandràgora és una planta altament tòxica que pot provocar la mort d'aquell que la ingerís (fins i tot en petites quantitats).
El gènere té quatre espècies, de les quals la Mandragora officinarum n'és la més coneguda a les nostres contrades. Té propietats emètiques (productores del vòmit) i hom deia que afavoria la circulació de la sang. Malgrat llur prestigi en el passat, aquestes plantes ja no s'utilitzen actualment en la medicina.

## En la literatura
Nicolau Maquiavel va escriure una obra de teatre anomenada La Mandràgora.